# Josef Adam z Arco
Josef Adam Jan Nepomuk Felix hrabě z Arco (německy Joseph Adam von Arco, 27. ledna 1733 Salcburk – 3. června 1802 Štýrský Hradec) byl královéhradecký biskup, pomocný biskup pasovský (1764–1776), biskup sekavský (1780–1802) a titulární biskup hiponský.

## Život
Narodil se v rodině jihotyrolského původu, kterou Zikmund Lucemburský povýšil do říšského hraběcího stavu.
Po vysvěcení na kněze se Josef Adam stal pasovským kanovníkem. V roce 1764 byl jmenován titulárním biskupem hiponským s určením pro pasovskou diecézi. V témže roce také přijal biskupské svěcení a jako sufragán pasovského biskupa se stal pasovským oficiálem ve Vídni a farářem v Tulně.
17. května 1776 byl Marií Terezií jmenován biskupem královéhradecké diecéze. Jeho jmenování potvrdil 10. července papež Pius VI. a slavnostní intronizace se konala 15. srpna 1776 v hradecké katedrále sv. Ducha.
Dne 20. června 1778 odjel do Salcburku a do Hradce Králové se již nevrátil. O dva roky později byl dne 1. ledna 1780 jmenován biskupem sekavským.